# Frank Piasecki
Frank Piasecki (Filadelfia, 24 ottobre 1919 – Haverford, 11 febbraio 2008) è stato un ingegnere e imprenditore statunitense, inventore della tecnologia dei rotori in tandem nei velivoli ad ala rotante.

## Biografia

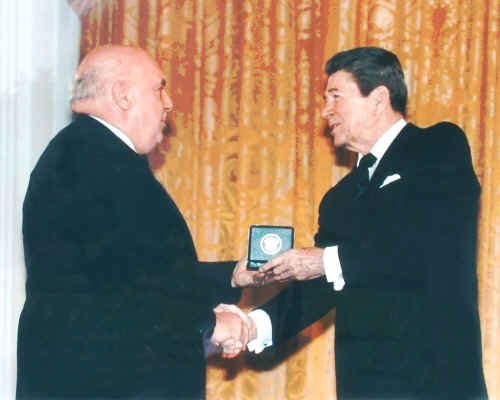
Piasecki riceve la National Medal of Technology da Ronald Reagan nel 1986.

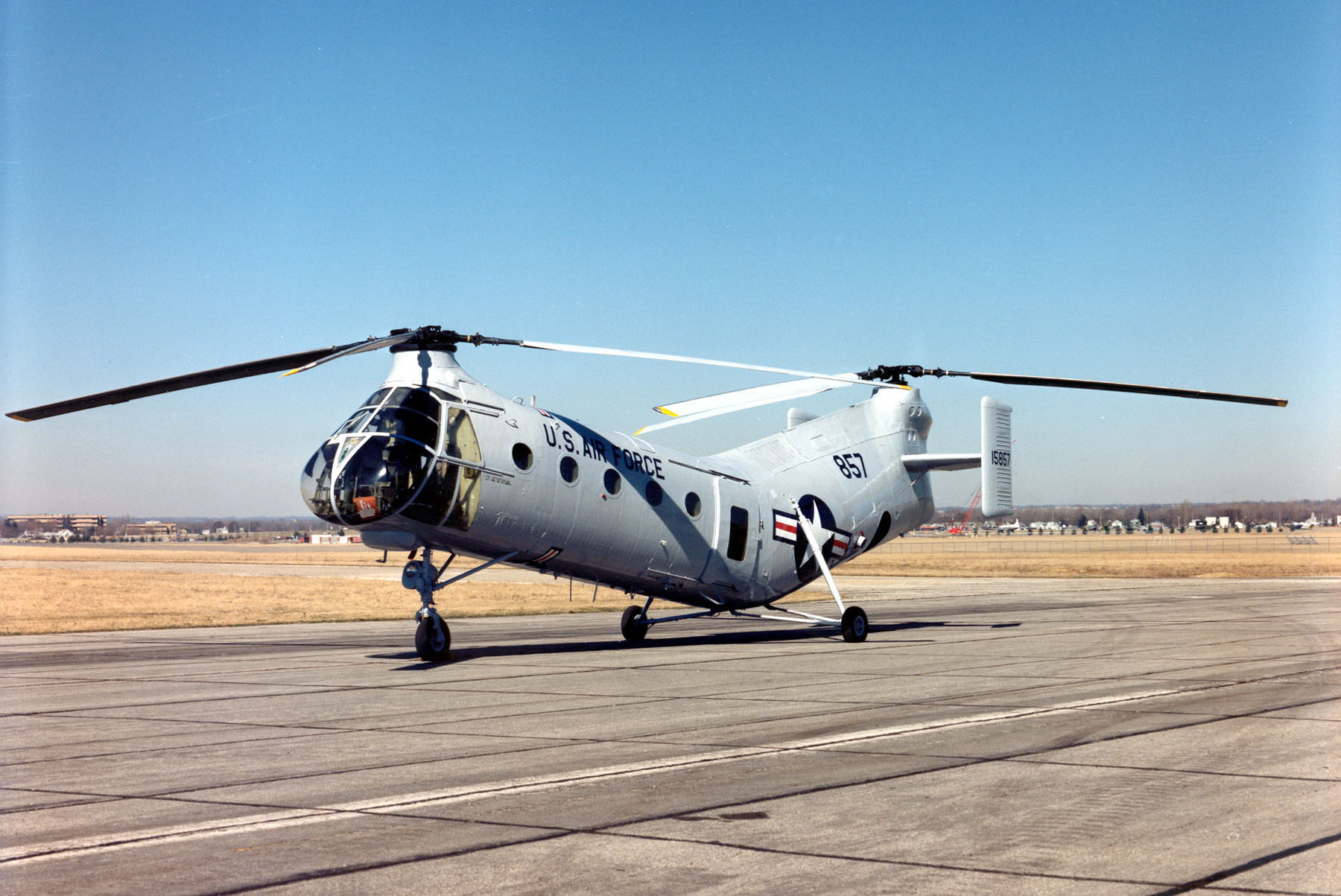
Piasecki H-21

Frank N. Piasecki nacque da genitori polacchi, fu inventore e imprenditore che sviluppò la tecnologia elicotteristica basata sui rotori tandem come nel caso del Piasecki H-21. Fondò nel 1943 la PV Engineering e sviluppò il suo primo elicottero monoposto. Nel 1946 viene fondata la Piasecki Helicopter Corporation. Con il modello H-21 iniziò la produzione serie e successivamente lo sviluppo di altri modelli. La seconda società fondata nel 1955 fu la Piasecki Aircraft Corporation.
Piasecki sposò Vivian O'Gara Weyerhaeuser il 20 dicembre 1958. Ebbero sette figli: Nicole, Frederick, John, Lynn, Frank, Michael, e Gregory.
John W. Piasecki è presidente e CEO della Piasecki Aircraft. Fred W. Piasecki è direttore e direttore tecnico della Piasecki Aircraft. La figlia Nicole Piasecki è vice presidente e direttore generale della divisione Propulsion Systems di Boeing Commercial Airplanes.
Piasecki morì l'11 febbraio 2008 dopo una serie di infarti a 88 anni.

## Onorificenze
- 1979 la Philip H. Ward, Jr. Medal del Franklin Institute
- 1986 la National Medal of Technology and Innovation
- 2005 il Lifetime Achievement Award del Smithsonian Institution